# George Montagu, VIII duca di Manchester
George Victor Drogo Montagu, VIII duca di Manchester (Kimbolton, 17 giugno 1853 – Tandragee, 18 agosto 1892), è stato un nobile e politico inglese, denominato Lord Kimbolton dal 1853 al 1855 e Visconte Mandeville dal 1855 al 1890.

## Biografia
Montagu era figlio di William Montagu, VII duca di Manchester, e di sua moglie, la contessa Louise von Alten, figlia del conte Viktor von Alten. Studiò a Eton.

### Carriera politica
Nel 1877 Montagu fu eletto alla Camera dei Comuni per Huntingdonshire, e tenne il seggio fino al 1880. Durante la guerra anglo-zulu del 1879 fu nominato aiutante di campo di Sir Garnet Wolseley e, secondo un rapporto nel Notiziario, in un'occasione "fu assalito da uno zulu impazzito e gli sparò". Oltre alla sua carriera politica conseguì anche il grado di Capitano nel Royal Irish Fusiliers. Nel 1890 successe al padre nel ducato e prese il suo posto alla Camera dei lord.

### Famiglia
Il 22 maggio 1876, Manchester sposò Doña María Consuelo Yznaga del Valle (1853–20 novembre 1909), sorella del banchiere Fernando Yznaga, un ricco proprietario di piantagioni cubano e una rinomata bellezza. Fu ampiamente accettato che egli l'avesse sposata per soldi e lei per i suoi titoli. Una delle amiche più strette di Consuelo, Edith Wharton, si diceva avesse incluso alcuni aspetti del matrimonio della sua amica nel suo romanzo incompiuto, Bucanieri. Dal matrimonio nacquero tre figli:
- William Montagu, IX duca di Manchester (3 marzo 1877-9 febbraio 1947);
- Lady Jaqueline Mary Alva Montagu (27 novembre 1879-15 marzo 1895)
- Lady Alice Eleanor Louise Montagu (27 novembre 1879-10 gennaio 1900)[3].

Prima del suo matrimonio, Montagu era considerato un ubriacone ed era stato evitato dalla società rispettabile. La sua cerchia di amici più cari in Irlanda includeva Edward Russell, XXIV barone de Clifford, Derrick Westenra, V barone Rossmore e Francis Needham, III conte di Kilmorey.
Nel 1882 Montagu aveva speso così tanto della dote di sua moglie per il gioco d'azzardo e le amanti, che suo padre, bandì la coppia al castello di Tandragee. Dopo un anno, era tornato con la sua amante, la cantante del music-hall Bessie Bellwood, e la coppia visse separata a Londra. Montagu tagliò tutti i suoi legami con Bellwood nel 1890.
Manchester morì nell'agosto 1892, all'età di soli 39 anni, per cirrosi epatica e gli successe nel titolo suo figlio William.

## Ascendenza
|                                            |                                            |                                                       | Genitori                                         |  |  | Nonni |  |  | Bisnonni                                 |  |  | Trisnonni                                 |  |
|                                            |                                            |                                                       |                                                  |  |  |       |  |  | 8. William Montagu, V duca di Manchester |  |  | 16. George Montagu, IV duca di Manchester |  |
|                                            |                                            |                                                       |                                                  |  |  |       |  |  | 8. William Montagu, V duca di Manchester |  |  | 16. George Montagu, IV duca di Manchester |  |
|                                            |                                            | 17. Elizabeth Dashwood                                |                                                  |  |  |       |  |  | 8. William Montagu, V duca di Manchester |  |  |                                           |  |
| 4. George Montagu, VI duca di Manchester   |                                            |                                                       |                                                  |  |  |       |  |  | 8. William Montagu, V duca di Manchester |  |  |                                           |  |
|                                            |                                            | 9. Susan Gordon                                       | 18. Alexander Gordon, IV duca di Gordon          |  |  |       |  |  |                                          |  |  |                                           |  |
|                                            |                                            | 9. Susan Gordon                                       | 18. Alexander Gordon, IV duca di Gordon          |  |  |       |  |  |                                          |  |  |                                           |  |
|                                            |                                            | 9. Susan Gordon                                       | 19. Jane Maxwell                                 |  |  |       |  |  |                                          |  |  |                                           |  |
| 2. William Montagu, VII duca di Manchester |                                            | 9. Susan Gordon                                       |                                                  |  |  |       |  |  |                                          |  |  |                                           |  |
|                                            |                                            | 10. Robert Bernard Sparrow                            | 20. Robert Sparrow                               |  |  |       |  |  |                                          |  |  |                                           |  |
|                                            |                                            | 10. Robert Bernard Sparrow                            | 20. Robert Sparrow                               |  |  |       |  |  |                                          |  |  |                                           |  |
|                                            |                                            | 10. Robert Bernard Sparrow                            | 21. Mary Bernard                                 |  |  |       |  |  |                                          |  |  |                                           |  |
| 5. Millicent Sparrow                       |                                            | 10. Robert Bernard Sparrow                            |                                                  |  |  |       |  |  |                                          |  |  |                                           |  |
|                                            |                                            | 11. Olivia French Acheson                             | 22. Arthur Acheson, I conte di Gosford           |  |  |       |  |  |                                          |  |  |                                           |  |
|                                            |                                            | 11. Olivia French Acheson                             | 22. Arthur Acheson, I conte di Gosford           |  |  |       |  |  |                                          |  |  |                                           |  |
|                                            |                                            | 11. Olivia French Acheson                             | 23. Millicent Pole                               |  |  |       |  |  |                                          |  |  |                                           |  |
| 1. George Montagu, VIII duca di Manchester |                                            | 11. Olivia French Acheson                             |                                                  |  |  |       |  |  |                                          |  |  |                                           |  |
|                                            | 12. Adolf Viktor Christian Jobst von Alten | 24. August-Eberhard von Alten                         |                                                  |  |  |       |  |  |                                          |  |  |                                           |  |
|                                            | 12. Adolf Viktor Christian Jobst von Alten | 24. August-Eberhard von Alten                         |                                                  |  |  |       |  |  |                                          |  |  |                                           |  |
|                                            | 12. Adolf Viktor Christian Jobst von Alten | 25. Henriette von Vincke                              |                                                  |  |  |       |  |  |                                          |  |  |                                           |  |
| 6. Karl Franz Viktor von Alten             | 12. Adolf Viktor Christian Jobst von Alten |                                                       |                                                  |  |  |       |  |  |                                          |  |  |                                           |  |
|                                            |                                            | 13. Charlotte Louise Wilhelmine von Kinsky und Tettau | 26. Reinhard Otto Kinsky von Wchinitz und Tettau |  |  |       |  |  |                                          |  |  |                                           |  |
|                                            |                                            | 13. Charlotte Louise Wilhelmine von Kinsky und Tettau | 26. Reinhard Otto Kinsky von Wchinitz und Tettau |  |  |       |  |  |                                          |  |  |                                           |  |
|                                            |                                            | 13. Charlotte Louise Wilhelmine von Kinsky und Tettau | 27. Elisabeth Agnes Robertina von Pelden         |  |  |       |  |  |                                          |  |  |                                           |  |
| 3. Luise Fredericke Auguste von Alten      |                                            | 13. Charlotte Louise Wilhelmine von Kinsky und Tettau |                                                  |  |  |       |  |  |                                          |  |  |                                           |  |
|                                            |                                            | 14. Friedrich Christoph von Schminke                  | …                                                |  |  |       |  |  |                                          |  |  |                                           |  |
|                                            |                                            | 14. Friedrich Christoph von Schminke                  | …                                                |  |  |       |  |  |                                          |  |  |                                           |  |
|                                            |                                            | 14. Friedrich Christoph von Schminke                  | …                                                |  |  |       |  |  |                                          |  |  |                                           |  |
| 7. Hermine de Schminke                     |                                            | 14. Friedrich Christoph von Schminke                  |                                                  |  |  |       |  |  |                                          |  |  |                                           |  |
|                                            |                                            | 15. Anna Helene Nebelthau                             | …                                                |  |  |       |  |  |                                          |  |  |                                           |  |
|                                            |                                            | 15. Anna Helene Nebelthau                             | …                                                |  |  |       |  |  |                                          |  |  |                                           |  |
|                                            |                                            | 15. Anna Helene Nebelthau                             | …                                                |  |  |       |  |  |                                          |  |  |                                           |  |
|                                            |                                            | 15. Anna Helene Nebelthau                             |                                                  |  |  |       |  |  |                                          |  |  |                                           |  |